# Parashorea malaanonan
Espèce
Classification phylogénétique
Statut de conservation UICN

 LC  : Préoccupation mineure
 Parashorea malaanonan est un grand arbre sempervirent de Bornéo et du sud des Philippines.

## Répartition
Forêts primaires sur sol argileux humide du Brunei Darussalam, Sarawak, Sabah et du sud des Philippines.

## Préservation
Menacé par la déforestation et l'exploitation forestière.